# Еликты (горнолыжный курорт)
Еликты (каз. Еліктi) — горнолыжный курорт, расположенный на севере Республики Казахстан, в Зерендинском районе, Акмолинской области, в 25 км от города Кокшетау и 325 км от города Астана, на склонах горы Еликты. Располагает 5 трассами, общей протяженностью 4 километра. На территории центра расположена гостиница, ресторан и паркинг.
Горнолыжный комплекс назван так по названию местности Еликты. Гора, главная достопримечательность комплекса, также называется Еликты (500 м над уровнем моря).

## Инфраструктура
Несколько трасс, проходящих по горе, покрыты лесом, что обеспечивает защиту в ветреную погоду. Горнолыжные трассы разделены на категории различной сложности: для начинающих лыжников и маленьких детей, протяженностью 200—400 м; трассы для начинающих лыжников, более сложные, протяжённостью 600—700 м; трассы среднего уровня сложности 300—500 м; сложные трассы для опытных горнолыжников 500—1300 метров. Перепад высот до 330 метров с интересными спусками и поворотами.

## Расположение
Адрес: Акмолинская область, Зерендинский район, с. Садовое, 25 км от Кокшетау по трассе P11 на Рузаевку (Костанай, Саумалколь (Володарвку), озеро Шалкар).

## Транспорт
Еликты находится в непосредственной близости от города Кокшетау. Из Астаны можно добраться за несколько часов на автомобиле (по A1 автобану Астана — Щучинск) или поезде.